# Fake Love
Fake Love è un brano musicale del rapper canadese Drake, pubblicato in tutto il mondo per il download digitale dal 29 ottobre 2016 Il brano è stato reso disponibile come singolo apripista estratto dal mixtape More Life, disponibile dal 18 marzo 2017.